# Pukkisaari (ö i Södra Savolax, Nyslott, lat 62,30, long 28,72)
Pukkisaari är en ö i Finland. Den ligger i sjön Enonvesi och i kommunen Heinävesi i den ekonomiska regionen  Nyslotts ekonomiska region  och landskapet Södra Savolax, i den sydöstra delen av landet, 300 km nordost om huvudstaden Helsingfors. Öns area är 4,3 hektar och dess största längd är 370 meter i sydöst-nordvästlig riktning.